# Nikotinamidadenindinukleotid
Nikotinamidadenindinukleotid (zkráceně NAD) je koenzym skládající se z nikotinamidu, adeninu, dvou molekul ribózy a dvou fosfátů, jež jsou navzájem propojeny jako nukleotidy (adenosindifosfát, na nějž je navázána ribóza a za ní nikotinamid). Nikotinamid (pyridinový kruh) je oxidován nebo redukován, čímž dusík získává nebo ztrácí svůj kladný náboj. NAD tak existuje ve dvou formách – oxidované NAD+ a redukované formě NADH.
NAD se podílí na biologických oxidačně-redukčních reakcích, které přenášejí elektrony mezi sloučeninami. NAD+ je oxidační činidlo, které přijímá elektrony z jiných molekul a redukuje se. Tak vzniká redukční činidlo NADH, které elektrony odevzdává. Tyto reakce přenosu elektronů jsou hlavní funkcí NAD v živých organismech. Používá se však i v jiných buněčných procesech, zejména jako substrát enzymů při přidávání nebo odstraňování chemických skupin do nebo z bílkovin v posttranslačních modifikacích.
NAD se nachází ve všech živých buňkách a má velmi důležité funkce pro metabolismus. Má velký biochemický význam jako důležitá složka koenzymů NADH/NAD+ a NADPH/NADP+, které jsou schopné reverzibilní vodíkové vazby.

## Historie

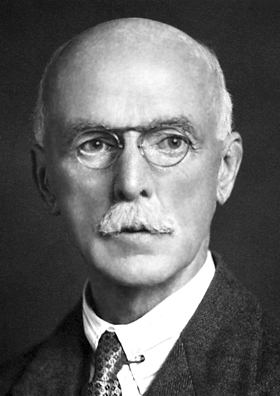
Arthur Harden - objevitel NAD

- Arthur Harden - objevitel NADV roce 1906 objevili koenzym NAD+ britský biochemik Arthur Harden a William John Young. Všimli si, že přidání vařeného a filtrovaného kvasnicového extraktu výrazně urychlilo alkoholové kvašení v nevařených kvasnicových extraktech. Faktor zodpovědný za tento efekt nazvali koferment (později koenzym).
- V roce 1929 získal Hans von Euler-Chelpin Nobelovu cenu mimo jiné za identifikaci tohoto kofermentu jako nukleotidový cukrový fosfát.
- V roce 1936 německý vědec Otto Heinrich Warburg ukázal funkci nukleotidového koenzymu při přenosu hydridů a identifikoval nikotinamidovou část jako místo redoxních reakcí.
- V roce 1938 byly poprvé identifikována vitamínové prekurzory NAD+ Conradem Elvehjemem. V roce 1939 podal první silný důkaz, že niacin se používá k syntéze NAD+.
- V roce 1940 byl Arthur Kornberg první, kdo detekoval NAD+ v metabolických drahách.
- V roce 1949 američtí biochemici Morris Friedkin a Albert L. Lehninger dokázali, že NADH spojuje metabolické dráhy, jako je cyklus kyseliny citronové, se syntézou ATP při oxidační fosforylaci.
- V roce 1958 Jack Preiss a Philip Handler objevili meziprodukty a enzymy zapojené do biosyntézy NAD+. Záchranná syntéza z kyseliny nikotinové se proto nazývá Preiss-Handlerova cesta.
- V letech 1980 a 1990 byly odhaleny aktivity metabolitů NAD+ a NADP+ v buněčné signalizaci - jako je působení cyklické ADP-ribózy, která byla objevena v roce 1987.
- V roce 2009 navrhl vědec Shin-ichiro Imai hypotézu "NAD World", že klíčovými regulátory stárnutí a dlouhověkosti u savců jsou sirtuin 1 a primární enzym syntetizující NAD+ nikotinamidfosforibosyltransferáza (NAMPT). V roce 2016 Imai rozšířil svou hypotézu na "NAD World 2.0", která předpokládá, že extracelulární NAMPT z tukové tkáně udržuje NAD+ v hypothalamu (kontrolní centrum) ve spojení s myokiny z buněk kosterního svalstva.

## Struktura NAD

NAD^{+} (oxidovaná forma NADH), obsahuje nikotinamidovou složku (zvýrazněna červeně)

NAD se nazývá dinukleotid, protože se skládá ze dvou nukleotidů spojených přes jejich fosfátové skupiny. Jeden nukleotid obsahuje bázi adenin a druhý nikotinamid.
NAD existuje ve dvou formách: oxidovaná a redukovaná forma, zkráceně NAD+ a NADH. Tyto dvě formy jsou způsobené aktivní nikotinamidovou skupinou, která prochází oxidací a redukcí v mnoha metabolických drahách.
NAD+ působí jako nosič elektronů, který v buňce pomáhá při vzájemné přeměně energie mezi živinami a energetickou sloučeninou adenosintrifosfátem (ATP). Formální náboj dusíku nikotinamidu je stabilizován sdílenými elektrony ostatních atomů uhlíku v aromatickém kruhu.

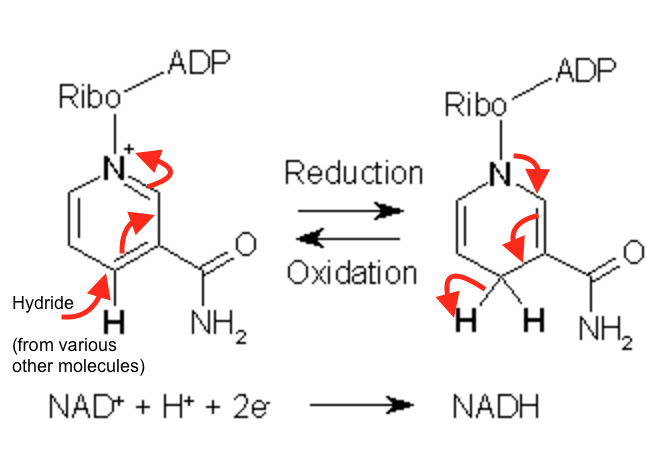
Aktivní nikotinamidová skupina v molekule NAD^{+} prochází oxidací a redukcí v mnoha metabolických drahách.

NADH vzniká přidáním atomu hydridu k NAD+, molekula pak ztrácí své aromatické vlastnosti a tím i stabilitu. Tento produkt s vyšší energií ji později ztrácí uvolňováním hydridu zpět na NAD+. V případě elektronového transportního řetězce pomáhá při tvorbě adenosintrifosfátu. Jeden mol NADH uvolní při oxidaci 158,2 kJ energie.

## Biosyntéza NAD
NAD+ je syntetizován dvěma metabolickými cestami:
- cesty de novo z aminokyselin (tryptofanu nebo kyseliny asparagové) na NAD+.
- záchranné cesty recyklací jednotlivých složek (například nikotinamid) zpět na NAD+. Záchranné cesty používají tři prekurzory pro NAD+.

### Cesty De novo

Tři prekurzory pro záchranné cesty NAD^{+}.

Většina organismů syntetizuje NAD+ z jednoduchých složek. Specifický soubor reakcí se mezi organismy liší, ale společným rysem je tvorba kyseliny chinolinové  z aminokyseliny – buď tryptofanu (Trp) u zvířat a některých bakterií nebo kyseliny asparagové (Asp) u některých bakterií a rostlin.

### Záchranné cesty
Záchranné cesty jsou nezbytné především kvůli nedostatek nikotinamidu (vitamínu B3 - niacinu) ve stravě, který způsobuje onemocnění pellagra. Hlavním zdrojem NAD+ u savců jsou tak záchranné cesty, které recyklují nikotinamid produkovaný enzymy využívajícími NAD+.  
V záchranných metabolických cestách jsou využívány tři prekurzory vitamínů, kterými jsou kyselina nikotinová (NA), nikotinamid (Nam) a nikotinamid ribosid (NR). Tyto sloučeniny mohou být převzaty ze stravy, ale při jejich nedostatku jsou produkovány v buňkách trávením buněčného NAD+. Některé enzymy zapojené do těchto záchranných cest jsou koncentrovány v buněčném jádře. Některé savčí buňky mohou přijímat nikotinamid absorpcí ze střeva.

## Funkce NAD
NAD má v metabolismu několik základních rolí:
- koenzym v redoxních reakcích,
- dárce ADP-ribózových moiet v ADP-ribosylačních reakcích,
- prekurzor druhé molekuly posla cyklické ADP-ribózy,
- substrát pro bakteriální DNA ligázy a skupinu enzymů nazývaných sirtuiny, které používají NAD+ k odstranění acetylových skupin z bílkovin.
- kromě těchto metabolických funkcí se NAD+ objevuje jako adeninový nukleotid, který může být uvolněn z buněk spontánně nebo regulovanými mechanismy. Může proto mít důležitou extracelulární roli a podílet se na komunikaci buněk.

## Klinický význam
Návrh a vývoj léčiv využívá NAD několika způsoby:
- Navrhuje inhibitory nebo aktivátory enzymů, které mění aktivitu enzymů závislých na NAD. To umožňuje inhibovat nebo aktivovat biosyntézu NAD.
- Využívá NAD k identifikaci rakovinných buněk, které využívají zvýšenou glykolýzu. NAD zvyšuje glykolýzu, a proto je často v rakovinných buňkách zesílena.
- Studuje se využití NAD v terapii neurodegenerativních onemocnění, jako je Alzheimerova a Parkinsonova choroba nebo Muliple skleróza.
- Vzhledem k rozdílům v metabolických drahách biosyntézy NAD mezi organismy, například mezi bakteriemi a lidmi, je tato oblast metabolismu slibnou oblastí pro vývoj nových antibiotik.
- V bakteriologii se NAD, někdy označovaný jako faktor V, používá jako doplněk kultivačních médií pro některé náročné bakterie.